# Emile Cambré
Emile Cambré (* 13. Juni 1948 in Noorderwijk (Provinz Antwerpen)) ist ein ehemaliger belgischer Radrennfahrer und nationaler Meister im Radsport.

## Sportliche Laufbahn
Cambré war im Straßenradsport aktiv. Seinen ersten nationalen Titel holte er 1966 im Mannschaftszeitfahren.
1967 siegte er im Eintagesrennen Brüssel–Opwijk. 1969 gewann er die nationale Meisterschaft im Mannschaftszeitfahren gemeinsam mit Ludo Van Der Linden, Willy Van Mechelen, Louis Dierckx, Willy Verschueren und Willy Scheers. 1968 siegte er im Eintagesrennen Omloop Zuid Brabant vor Willy Verschueren. Im Frühjahr 1969 gewann er den Kattekoers, die Amateurausgabe von Gent–Wevelgem sowie den Omloop Het Nieuwsblad Espoirs. Im Ardense Pijl wurde er Dritter hinter dem Sieger Joseph Bruyère.
1969 startete er als Berufsfahrer im Radsportteam Goldor-Hertekamp-Herka und blieb bis 1973 als Radprofi aktiv. 1970 gelang ihm ein Etappensieg im Giro di Sardegna. Neben einigen Siegen in Kriterien gewann er 1972 den Grand Prix de Wallonie.
Die Vuelta a España fuhr er zweimal. 1970 und 1972 schied er jeweils aus.